# 沃尔芬登报告
沃尔芬登报告（英語：Wolfenden report），全称有关同性恋和卖淫问题特别调查委员会报告（英語：Report of the Departmental Committee on Homosexual Offences and Prostitution）是1957年9月4日英国出版的一份报告，主要涉及英国的同性恋受到逮捕和起訴的问题，由约翰·沃尔芬登主导。二战后，英国针对同性恋的逮捕数不断升高，不少知名人士，如科学家艾伦·图灵等受到审判，引发关注。为应对该问题，英国保守党政府责成委员会调查相关问题，发表的沃尔芬登报告认为不应继续将同性性行为视为犯罪，在英国社会引发广泛讨论，如贺伯特·赖尼尔·阿道弗斯·哈特和德富林男爵派翠克·德富林。该报告是西方国家对同性性行为除罪化的转折点。